# Але Арена
Але Арена (швед. Ale Arena) — спортивное сооружение в Сурте, Швеция. Сооружение предназначено для проведения матчей по хоккею с мячом. Арену для домашних игр использует команда по хоккею с мячом — Але-Сурте. Трибуны спортивного комплекса вмещают 2 000 зрителей.
Открыта арена в 2007 году. В матче открытия Але-Сурте со счётом 8-7 переиграл Tjust BK, в присутствии 1 311 зрителей.
Инфраструктура: искусственный лёд, крыша.

## Информация
Адрес: Але, Jennylundsvägen, 6 (Ale Municipality)